# Bror Wikström
Bror Gösta Vilhelm Wikström, född 21 mars 1931 i Stockholm, död där 27 januari 1997, var en svensk målare, tecknare, fotograf och filmkonstnär.
Wikström studerade vid avdelningen för dekorativ konst vid Konstfacks konstindustriella skola 1948–1950 och utexaminerades från Högre konstindustriella skolan 1953. Han skrevs in som elev vid Kungliga konsthögskolan 1951 där han studerade fram till 1957 med undantag av läsåren 1952–1953 och 1953-1954 då han var permitterad. Han var under en följd av år medhjälpare till Einar Forseth och fick under 1950- och 1960-talen en grundlig praktisk erfarenhet av muralmåleri. I mitten av 1960-talet började han intressera sig för experimentell fotokonst och anordnade 1965 en friluftsutställning på ett annonsplank i Stockholm med fotografier tagna i en snabbfotoautomat. Efter att han fördjupat sina fotokunskaper ställde han ut en serie snabbfotografier med grimaserande och gestikulerande figurer på Galleri Maxim i Stockholm 1966 där bilderna var tryckta i silkscreen i blå och silverfärgad nyans. Tillsammans med Ture Sjölander skapade han experimentfilmen Time som till sin huvuddel består av en upptagning med avantgardejazzmusikern Don Cherry och hans kvintett på Gyllende cirkeln. Han medverkade 1950 och 1952 i Nationalmuseums utställning Unga tecknare och i Sveriges allmänna konstförenings salong i Stockholm 1956 samt i Liljevalchs konsthalls Stockholmssalonger.  